# Norbert Wagner (General)
Norbert Wagner (* 3. Februar 1962) ist ein Generalmajor außer Dienst des Heeres der Bundeswehr. Er war in letzter Verwendung von 1. Oktober 2021 bis 30. September 2024 Kommandeur des NATO Joint Force Training Centre JFTC in Bydgoszcz, Polen.

## Militärische Laufbahn

### Ausbildung und erste Verwendungen
Norbert Wagner trat 1981 als Offizieranwärter in die Bundeswehr ein und absolvierte seine Grundausbildung beim Panzerbataillon 144 in Stadtallendorf. Von 1982 bis 1986 studierte er Wirtschafts- und Organisationswissenschaften an der Universität der Bundeswehr München und schloss das Studium als Diplom-Kaufmann ab. Von 1986 bis 1992 war Wagner in Neunburg vorm Wald in der 2. Kompanie des Panzerbataillons 114 stationiert, zunächst als Zugführer, zuletzt als Kompaniechef. Als solcher übernahm er 1992/1993 für ein Jahr auch die 4. Kompanie des Panzerbataillons 104 und wurde von 1993 bis 1994 für ein Jahr als Jugendoffizier der 4 Panzergrenadierdivision in Regensburg eingesetzt. Von 1994 bis 1996 nahm Wagner am 37. Generalstabslehrgang Heer an der Führungsakademie der Bundeswehr in Hamburg teil, wo er zum Offizier im Generalstabsdienst ausgebildet wurde.

### Dienst als Stabsoffizier
Nach Abschluss der Generalstabsausbildung wurde Wagner zum II. Korps nach Ulm als Ausbildungsstabsoffizier versetzt. 1998 schloss sich eine Auslandsverwendung in den Vereinigten Staaten an, dort absolvierte Wagner den amerikanischen Generalstabslehrgang in Fort Leavenworth, Kansas, am Command and General Staff College, danach wurde Wagner als Operationsstabsoffizier zum Heeresführungskommando nach Koblenz versetzt.
In der Folge nahm Norbert Wagner von 2001 bis 2004 diverse Dienstposten im Bundesministerium der Verteidigung in Bonn wahr, als „Referent für Konzeption der Kampfunterstützung“ und „Referent für Grundsätze der Konzeption“ im Führungsstab des Heeres. Von 2004 bis 2006 war er Kommandeur des Panzerbataillons 104 in Pfreimd und von 2006 bis 2009 Abteilungsleiter im Stab der 1. Panzerdivision in Hannover. In seiner Zeit als Bataillonskommandeur nahm er 2004 auch am KFOR-Einsatz im Kosovo teil. Von 2009 bis 2012 war Wagner wiederum im Führungsstab des Heeres als Referatsleiter für Heeresentwicklung eingesetzt.

### Dienst als General
Am 22. März 2012 übernahm Wagner das Kommando über die Panzerlehrbrigade 9 in Munster. Auf diesem Dienstposten erhielt er auch die Ernennung zum Brigadegeneral.
Am 20. Mai 2014 wurde Wagner vom Kommandeur des Ausbildungskommandos, Walter Spindler, das Kommando über das Ausbildungszentrum Munster übertragen und war zugleich Standortältester. Am 31. Mai 2017 übernahm Wagner als Nachfolger von Spindler die Führung über das Ausbildungskommando, nachdem dieser von Bundesministerin der Verteidigung Ursula von der Leyen von seinen Pflichten entbunden worden war. Im September 2017 wurde er zum Generalmajor befördert. Seit dem 1. Oktober 2021 ist er Kommandeur des NATO Joint Force Training Centre JFTC in Bydgoszcz, Polen. Am 30. September 2024 übergab Wagner dieses Kommando an den polnischen Generalmajor Bogdan Rycerski und trat nach 43 Dienstjahren in den Ruhestand.

### Auslandseinsätze
- 2004 Kommandeur Operational Readiness Force Bataillon KFOR
- 2013 Abteilungsleiter Bundeswehr, Chief NATO Liaison and Advisory Team (NLAT) KFOR

### Auszeichnungen
- Ehrenkreuz der Bundeswehr in Gold
- Ehrenkreuz der Bundeswehr in Silber
- Einsatzmedaille KFOR

## Privates
Norbert Wagner ist verheiratet und hat vier Kinder.